# Alba Cardilli
Alba Cardilli (Genova, 11 gennaio 1939) è una doppiatrice e attrice italiana.

## Biografia
Attiva sin dalla metà degli anni sessanta (nel 1966 ha doppiato Virna Lisi nel film hollywoodiano U-112 assalto al Queen Mary), è nota soprattutto per aver prestato la voce a Jennifer Rhodes nel telefilm Streghe e ad Artemide in C'era una volta... Pollon. Nel 1977 ha partecipato al varietà radiofonico Più di così... e nel 2004 è stata la voce di alcuni spot tv di Telecom Italia.

## Vita privata
È sposata con il giornalista Orazio Ferrara.

## Doppiaggio

### Cinema
- Meryl Streep in La donna del tenente francese
- Brenda Blethyn in In mezzo scorre il fiume, Blizzard - La renna di Babbo Natale
- Lee Remick in Lasciarsi
- Cloris Leachman in Avviso di chiamata
- Katherine E. Kerr in Suspect - Presunto colpevole
- Christina Pickles in Vento di passioni
- Holland Taylor in George re della giungla...?
- Annie Ross in Pump Up the Valuum
- Catherine Hiegel in La vita è un lungo fiume tranquillo
- Donna Mitchell in 1 Km da Wall Street
- Judith Ivey in Flags of Our Fathers
- Penelope Wilton in Il giorno delle oche
- Joanna Merlin in Conflitto di classe
- Julie Christie in I quarantesimi ruggenti
- Rutanya Alda in La metà oscura
- Monica Nordquist in Il Regno d'inverno
- Gabrielle Rose in Sisters
- Diana Rigg in Biancaneve
- Nancy Stephens in Halloween 2
- Natalie Moorhead in L'uomo ombra (ridoppiaggio)
- Ida Lupino in I quattro rivali (ridoppiaggio)
- Ann Harding in Fuoco a oriente (ridoppiaggio)
- Julie Adams in Là dove scende il fiume (ridoppiaggio)
- Birgitte Federspiel in Il pranzo di Babette
- Julieta Serrano in Donne sull'orlo di una crisi di nervi
- Alexandra Stewart in Due per un delitto
- Sova Sen in Shadows of Time
- Wang Fuli in A Simple Life
- Ursula Flores in Violenza in un carcere femminile
- Shirley Jones in L'inferno sommerso
- Virna Lisi in U-112 assalto al Queen Mary

### Film TV
- Piper Laurie in Un cuore diviso
- Anouk Aimée in Salomone
- Rosalind Harris in Mamma Natale
- Diane Baker in A proposito di Sarah
- Tyne Daly in Sogni infranti
- Roxanne Hart in L'ultima difesa
- Caroline Cava in Nel nome di mio figlio

### Telefilm
- Marian Seldes e Julie Adams (ep. 4x07, 5x17) in La signora in giallo
- Jennifer Rhodes in Streghe
- Stefanie Powers in Cuore e batticuore
- Julie Harris in California
- Dixie Carter e Mary Ann Mobley in Il mio amico Arnold
- Isabella Hofmann in Caro John
- Carol Mayo Jenkins in Saranno famosi
- Tyne Daly in New York New York
- Bonnie Bartlett in La casa nella prateria
- Barbara Stanwyck in La grande vallata
- Maud Adams in Chicago Story
- Marion Ross in Una mamma per amica
- Jane Curtin in I Crumb
- Linda Cristal in Ai confini dell'Arizona
- Melinda Fee in L'uomo invisibile
- Tyne Daly in Christy
- Janet Laine-Green e Kate Trotter in Pianeta Terra - Cronaca di un'invasione
- Jennifer O'Neill in Cover up
- Anne Meara in Kate McShane avvocato
- Nadia Gray in Il prigioniero

### Soap opera e telenovelas
- Denise Alexander, Lynn Wood in General Hospital
- Judith Light in Una vita da vivere
- Susan Sullivan in Falcon Crest
- Victoria Wyndham,  Laura Malone e Judy Dewey in Destini
- Joan Van Ark in Dallas
- Judy Nunn in Home and Away
- Yajara Orta in Primavera, La ragazza del circo
- Irán Eory in Quando arriva l'amore
- Elizabeth Killian in Grecia
- Marina Dorell in Anche i ricchi piangono
- Zoe Ducós in Luisana mia
- Pepita Rodriguez in Dancin' Days
- Maria Helena Dias in Agua Viva
- Eva Wilma in Potere
- Gilda Lousek in Primo amore
- Flor Núñez in Il disprezzo
- Amy Hill in Desperate Housewives

### Cartoni animati
- Suor Maria ed Eleonore Becker in Candy Candy
- Contessa De Bramburie (2^ voce) in Lady Oscar
- Artemide in C'era una volta... Pollon
- Madre di Sasuke in Sasuke, il piccolo ninja
- Generale Flora in Jeeg robot d'acciaio
- Regina degli Atlantidi in Astro Robot Contatto Y
- Dottoressa Ishigami in Bagi

## Filmografia
- Ottocento di Anton Giulio Majano (1959)
- 5 marines per 100 ragazze di Mario Mattoli (1962)